# Flutamida
Flutamida é um fármaco utilizado como antiandrógeno, indicado no tratamento de carcinoma prostático metastático, do estágio D2.

## Mecanismo de ação
Seu mecanismo de ação consiste em inibir captação e união da testosterona com receptores nucleares e citoplasmáticos nas células alvo.